# Piacenza (stad)
De stad Piacenza is gelegen in de Noord-Italiaanse regio Emilia-Romagna en hoofdstad van de gelijknamige provincie. Piacenza is gesitueerd op de rechteroever van de Po op het punt waar de rivier de Trebbia hier in uitstroomt. Enkele kilometers ten zuiden van de stad verheffen zich de eerste heuvels die aan de Apennijnen toebehoren. Piacenza is een zeer belangrijk knooppunt van spoor- en snelwegen.

## Geschiedenis
Voor de komst van de Romeinen was deze plek aan de Po al lang bevolkt door Keltische en Ligurische volkeren. In 218 voor Christus stichtten de Romeinen hier de stad Placentia. In hetzelfde jaar op 18 december vond nabij de stad de Slag bij de Trebia plaats tussen de Romeinen en het leger van Hannibal. Hierna werd het moerassige land gecultiveerd en komt de handel op gang. Placentia groeit uit tot een belangrijke Romeinse stad mede dankzij de haven aan de Po. In de Romeinse tijd vonden er naast voornoemde slag nog twee veldslagen plaats bij Piacenza, in 271 tegen de Alemannen en in 456 tussen twee Romeinse legers.
Gedurende de middeleeuwen werd de stad door de Goten verwoest en viel de stad via het Byzantijnse Keizerrijk in de handen van de Longobarden. In de late middeleeuwen was Piacenza op haar hoogtepunt en behoorde tot de rijkste Europese steden; uit deze periode dateren ook de stadsmuren.

## Bezienswaardigheden
- De 12de-eeuwse kathedraal
- Het Palazzo Comunale, ook wel Gotico genoemd uit 1281
- De basiliek Sant'Antonino 1350
- Galleria d'arte moderna Ricci Oddi

## Sport
De twee meest succesvolle voetbalclubs van Piacenza zijn Piacenza Calcio en in mindere mate Pro Piacenza.
Piacenza is meermaals etappeplaats geweest in de wielerkoers Ronde van Italië. In 2024 was Piacenza startplaats van de derde etappe in de Ronde van Frankrijk naar Turijn. De Eritreeër Biniam Girmay won deze rit.

## Galerij

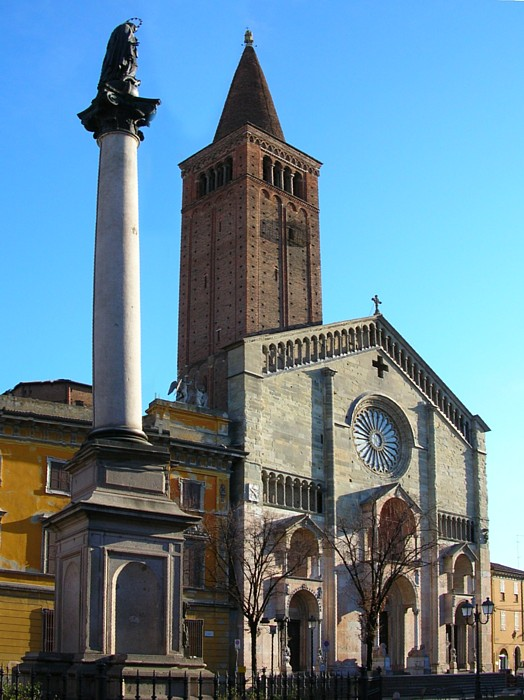
Duomo
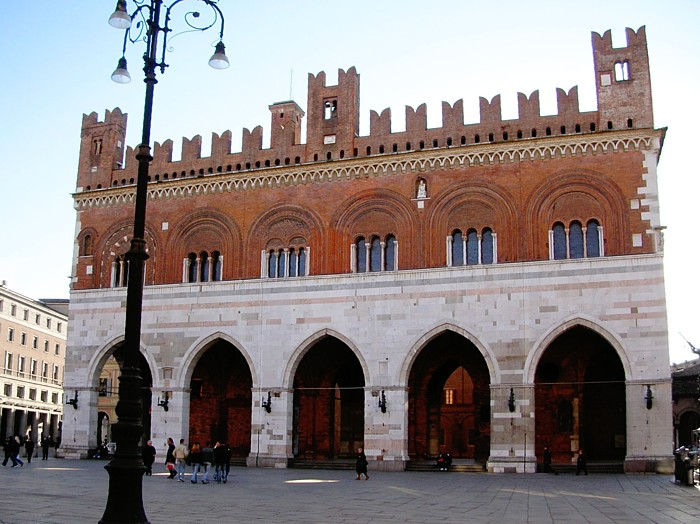
Palazzo Comunale
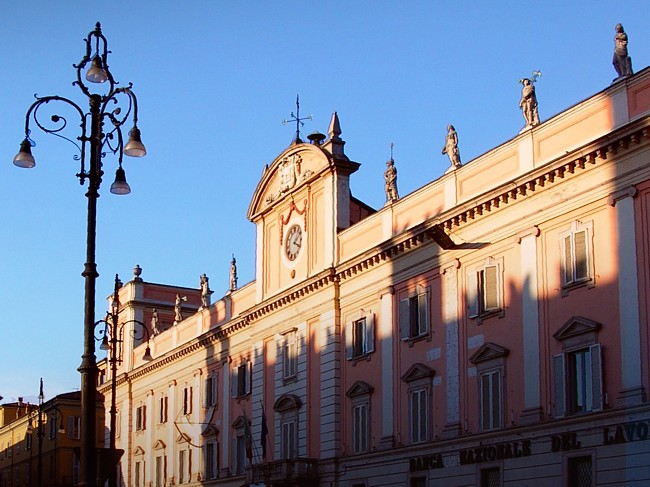
Piazza dei Cavalli
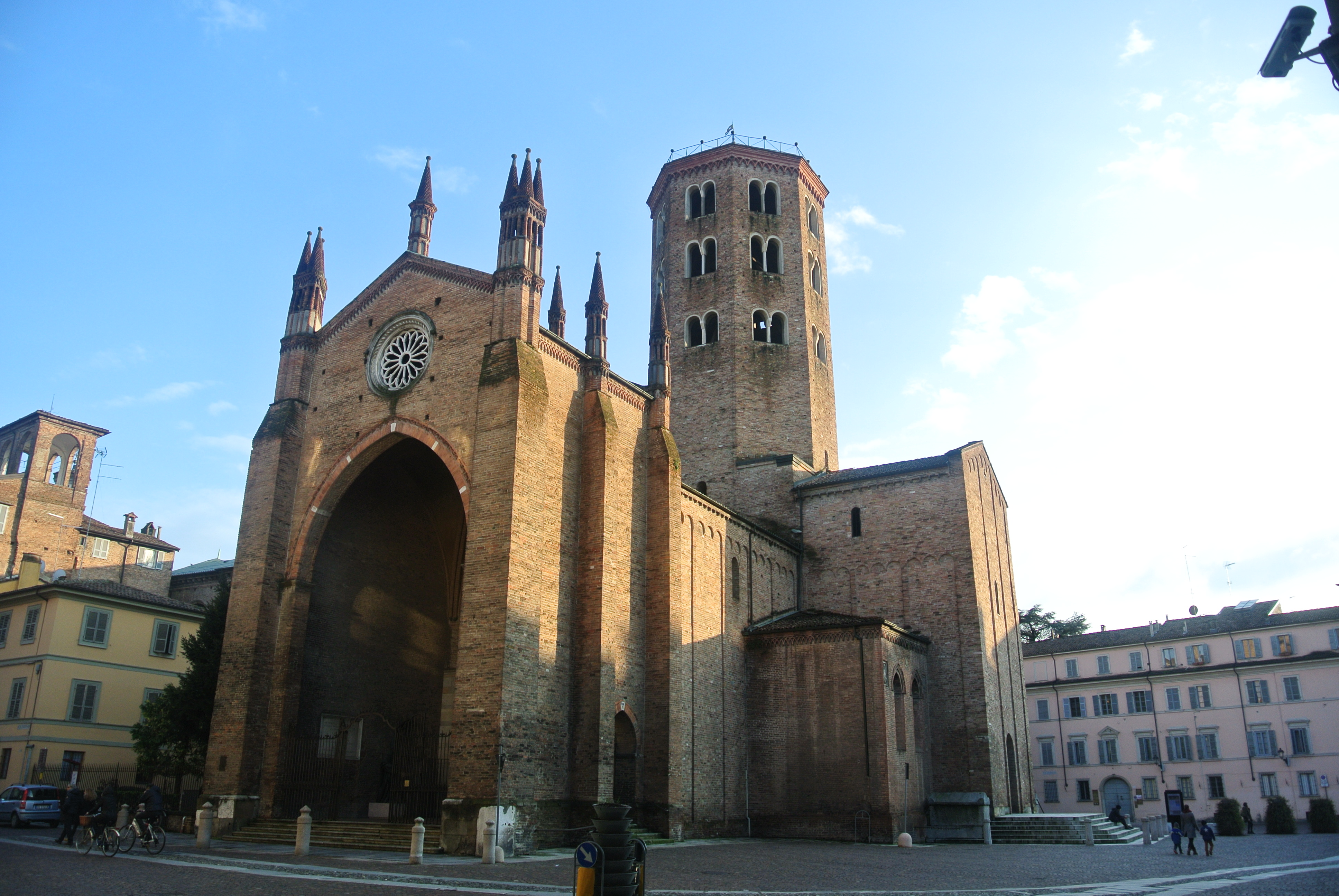
Chiesa di Sant'Antonino